# Ла Фјамета (Форли-Чезена)
Ла Фјамета (итал. La Fiammetta) је насеље у Италији у округу Форли-Чезена, региону Емилија-Ромања.
Према процени из 2011. у насељу је живело 35 становника. Насеље се налази на надморској висини од 20 м.